# Jamie Gittens
Jamie Jermaine Bynoe-Gittens (* 8. August 2004 in London) ist ein englischer Fußballspieler. Er ist auf beiden offensiven Flügeln einsetzbar, steht beim FC Chelsea unter Vertrag und ist Nachwuchsnationalspieler.

## Karriere

### Verein

#### Anfänge in England
Gittens, der in London geboren wurde, spielte als Kind wie sein Vater Cricket. Acht Jahre lang war er, nachdem er sich dem Fußball zugewandt und auf den Kunstrasenplätzen seiner Schule verschiedene Tricks gelernt hatte, für Nachwuchsteams des FC Reading aktiv, ehe er in die Akademie von Manchester City aufgenommen wurde, wo er mit Liam Delap, James McAtee und Finley Burns zusammen spielte. Vor ihm, der auch unter anderem vom FC Chelsea umworben wurde, bildete man dort bereits spätere Profis und Nationalspieler wie Shaun Wright-Phillips, Phil Foden und Jadon Sancho aus.

#### Weitere Ausbildung in Dortmund mit ersten Profierfahrungen
Nach zwei Jahren bei den Citizens folgte der Offensivspieler dem Vorbild Sanchos und wechselte zu Borussia Dortmund, das eine Ausbildungsentschädigung von umgerechnet 250.000 € für ihn bezahlt haben soll. In der U19 des BVB bekam der Engländer jedoch ebenso wie seine Teamkameraden in der Spielzeit 2020/21 nur in fünf Spielen die Möglichkeit, sich zu beweisen, bevor der landesweite Juniorenfußball in Folge der COVID-19-Pandemie bis zum Frühjahr 2021 seinen Spielbetrieb einstellen musste. In einem Testspiel gegen Athletic Bilbao zog sich Gittens, der neben Dennis Lütke-Frie, Göktan Gürpüz, Colin Kleine-Bekel, Tom Rothe und Noah Mrosek einer von sechs A-Jugend-Spielern im Trainingslagerkader der Bundesligamannschaft von Trainer Marco Rose war, eine Sprunggelenksverletzung zu und konnte erst im November 2021 wieder auf dem Platz stehen. In den letzten beiden Gruppenspielen der UEFA Youth League schoss der Flügelstürmer drei Tore, auch bei den Erfolgen in der Zwischenrunde sowie im Achtelfinale des Wettbewerbs war er mit ebenso vielen Treffern an den Siegen der Mannschaft und dem erstmaligen Erreichen des Viertelfinales einer A-Junioren-Mannschaft des BVB beteiligt. In der U19-Bundesliga steuerte Gittens dann ebenfalls je zwei Tore und Assists bei, als die Konkurrenten Düsseldorf und Leverkusen mit 9:1 bzw. 3:1 besiegt wurden. In der Folge lobte das Portal Bulinews Bynoe-Gittens' Geschwindigkeit und Ballbeherrschung sowie sein Durchsetzungsvermögen auf engem Raum. Dortmunds Lizenzspielleiter Sebastian Kehl prophezeite dem Spieler hingegen eine „richtig gute Entwicklung“ und „natürlich eine Rolle in den Profikaderplanungen für die kommende Saison“. Vorangegangen waren dem vor allem Bynoe-Gittens' zwei Tore beim 2:2 gegen Manchester United in der regulären Spielzeit des Achtelfinales der Youth League sowie das Verwandeln des entscheidenden Elfmeters im anschließenden Elfmeterschießen. Am 31. Spieltag der parallel laufenden Bundesligasaison kam Gittens schließlich gemeinsam mit seinem A-Jugend-Mannschaftskollegen Lion Semić wenige Minuten vor Schluss auf den Platz. Im „Topspiel“ eine Woche später gegen den FC Bayern München, das der BVB verlor, woraufhin die Münchner vorzeitig Meister wurden, war es schon eine gute halbe Stunde. Und bei der 3:4-Heimniederlage gegen Bochum bot Trainer Marco Rose den jungen Engländer von Beginn an auf der linken Außenbahn auf. Nach Mittelstürmer Erling Haaland, der alle Tore für Dortmund schoss, war Gittens mit einer 3,0 der nach Noten zweitbeste Spieler seines Teams.
Zur Saison 2022/23 wurde Gittens, der noch ein Jahr für die U19 spielberechtigt war, in den Kader der Bundesligaherrenmannschaft integriert. Nach einem Bundesligaspiel, in dem er zum zwischenzeitlichen 1:1 traf und das mit 3:1 gegen Freiburg endete, sowie einer Pokalpartie, erhielt der Engländer Mitte August 2022 eine Vertragsverlängerung bis Juni 2025. Große Teile der Saison verpasste er in Folge einer Schulterverletzung, die schließlich auch eine Operation notwendig machte. Er trug drei Tore und eine Vorlage zur Mannschaftsleistung bei, in seiner Abwesenheit wurde der BVB am letzten Spieltag aufgrund eines Remis gegen Mainz 05 Vizemeister, nachdem er in diesen Spieltag noch als Tabellenführer gegangen war. In der Folgesaison 2023/24 verpasste Gittens lediglich das erste Saisonspiel und blieb in der Folge verletzungsfrei. Er wurde meistens auf der linken Außenbahn eingesetzt, manches Mal auch auf der rechten, pendelte aber zwischen der Startelf und der Ersatzbank. Der Grund hierfür lag vor allem darin, dass Donyell Malen auf Rechts wesentlich effektiver war und für die linke Seite in der Winterpause Ex-Flügelstürmer Jadon Sancho leihweise erneut verpflichtet wurde. Trotz allem gelangen Gittens sechs Assists, die alle zu Ligasiegen beitrugen. In der Champions League gelangten Spieler und Verein nach Finalrundenerfolgen gegen die PSV Eindhoven, Atlético Madrid und Paris Saint-Germain bis ins Endspiel. In diesem stand es nach 83 Minuten 2:0 für den Rekordsieger Real Madrid, wenige Minuten später wurde Gittens eingewechselt, ohne jedoch noch die Chance auf einen Treffer zu haben. Der Vertrag des Spielers beim BVB wurde bereits im Oktober 2023 bis zum 30. Juni 2028 verlängert.
Im Sommer 2024 übernahm der ehemalige Dortmunder Spieler Nuri Şahin das Team als neuer Cheftrainer und Gittens erfuhr im Rahmen der Vorbereitung einen Leistungsschub. In seinen ersten Partien in der Champions League wie auch der Bundesliga traf der Angreifer jeweils doppelt und erkämpfte sich im weiteren Verlauf der Hinrunde einen Stammplatz. Zu den vier Treffern kamen sieben weitere hinzu, darüber hinaus leistete er noch fünf Torvorlagen. Nach dem Jahreswechsel leisteten sich die Borussen Niederlagen gegen den FC Bologna, den VfB Stuttgart und sogar gegen den Tabellenletzten der Liga, den VfL Bochum. Parallel hierzu sank auch Gittens' Leistung wieder ab, er verlor seinen Stammplatz und konnte im Jahr 2025 nur noch eine weitere Torbeteiligung vorweisen. Durch einen Trainerwechsel von Şahin zu Niko Kovač stabilisierte sich die allgemeine Mannschaftsleistung aber wieder so weit, dass man ab dem 27. Spieltag noch 22 Zähler holte und so von Rang 11 bis auf den 4. Platz vordrang.

#### Wechsel zum FC Chelsea
Im Sommer 2025 wechselte der Engländer in seine Geburtsstadt London zum FC Chelsea, bei dem er einen Siebenjahresvertrag erhielt.

### Nationalmannschaft
Gittens läuft seit 2019 für Nachwuchsteams der FA auf, zunächst aber nur in Freundschaftsspielen. Die U15 vertrat der Flügelspieler einmal als Mannschaftskapitän. Im Juni 2022 wurde Gittens in den englischen U19-Kader für die Europameisterschaft in der Slowakei berufen und gewann mit der Mannschaft das Turnier. Für die U21 seines Heimatlandes durfte Gittens im Rahmen der Europameisterschaftsqualifikation in der Saison 2023/24 mitwirken. Für die Endrunde im Juni 2025, die England gewann, wurde er allerdings nicht nominiert.

## Titel
Borussia Dortmund
- Deutscher A-Junioren-Meister: 2022
- Meister der A-Junioren-Bundesliga West: 2022
- NRW-Junioren-Ligapokalsieger: 2021

Nationalmannschaft
- U19-Europameister: 2022

## Persönliches
Sein Vater stammt aus Barbados. Seit der Saison 2024/25 läuft der bis dahin als Bynoe-Gittens bekannte Engländer auf Wunsch seines Vaters nur noch unter dem Namen Gittens auf. Er äußerte dazu: „Beide sind Namen meines Vaters, aber er hat gesagt, dass er es besser findet, wenn ich nur Gittens heiße, weil das kürzer ist. Die meisten Leute kennen ihn als Gittens, also laufe ich in Zukunft auch nur mit Gittens auf.“